# Зикунов Денис Сергійович
Дени́с Сергі́йович Зикуно́в (нар. 7 травня 1980) — старший сержант Збройних сил України. Головний сержант 2-го мотопіхотного взводу 2-ї мотопіхотної роти, батальйон «Кривбас».
В мирний час проживає у місті Кривий Ріг. Здобув професійно-технічну освіту. Восени 2015 року кандидував до Криворізької міської ради від політичної партії «Укроп».

## Нагороди та вшанування
За особисту мужність і героїзм, виявлені у захисті державного суверенітету та територіальної цілісності України, вірність військовій присязі під час російсько-української війни, відзначений — нагороджений
- 13 серпня 2015 року — орденом «За мужність» III ступеня.